# Tropius
Tropius (japanski: トロピウス Toropiusu) jedan je od 1025 fiktivnih vrsta Pokémona iz medijske franšize Pokémon, skupa Pokémon videoigara, animiranih serija, manga stripova, knjiga, igraćih karata i drugih medija kojima je tvorac Satoshi Tajiri. Svrha je Tropiusa u videoigrama, animiranoj seriji i manga stripovima, kao i svrha ostalih Pokémona, borba s divljim Pokémonima – neukroćenim stvorenjima koje igrači i likovi pronalaze dok kreću na razne avanture – i pripitomljenim Pokémonima drugih Pokémon trenera.
Tropiusovo ime kombinacija je engleske riječi "tropic" = tropski, i Brachiosaurus; vrsta dinosaura na kojoj se temelji lik Tropiusa.

## Biološke karakteristike
Tropius je četveronožac, sa smeđom kožom i dugim, vitkim vratom. Glava mu je prekrivena zelenom, lisnatom strukturom nalik kacigi. Tropius ima četiri lista na svojim leđima, ali su veći, širi i oblikom, funkcijom i položajem nalikuju krilima. Slatko, žuto voće nalik na banane raste u grozdu ispod njegove brade, iz kojih raspršuje pelud.
Tropius nastanjuje džunglu i južne tropske krajeve. Hrani se isključivo voćem. Jedna od teorija vezana uz voće ispod njegove brade jest ta da je Tropiusova ljubav prema voću rezultirala tomu da mu je sada ono dio njegove vlastite anatomske građe tijela. Moguće je i da Tropius jede previše voća, pa ima višak vitamina i minerala, te mu izrastanje ovog voća pomaže u tome da se riješi prevelikih količina hranjivih tvari. 
Voće koje raste ispod njegove brade nalikuje bananama koje rastu u grozdovima. Ovo je voće veoma ukusno i slatko, i posebno je popularno kod djece u selima južnih tropskih krajeva. Tropius ima četiri velika, široka lista na svojim leđima koja, ako se njima dovoljno snažno zamahuje, omogućuju ovom pozamašnom Pokémonu da leti.

## U videoigrama
U Pokémon Colosseum videoigri, Tropius je Shadow Pokémon kojeg se može oteti u Realgam Tornju. Inače, može ga se pronaći na Stazi 119 u Pokémon Ruby, Sapphire i Emerald videoigrama. 
Tropius ima prosječne statistike za Elementarnog Pokémona, ističući se u Special Attack statusu. Prirodno uči Normalne i Travnate napade, iako može naučiti i neke snažnije Leteće napade poput Zračnog asa (Aerial Ace) kroz Tehnički uređaj (TM). Preporučljive tehnike u kompetitivnim borbama bile bi Sunčani dan (Sunny Day), Sunčeva zraka (Solar Beam), Potres (Earthquake) i Zračni as (Aerial Ace). Sunčani dan povećat će Tropiusevu brzinu zbog njegove sposobnosti Klorofila (Chlorophyll), te će mu omogućiti da koristi Sunčevu zraku bez prethodne pripreme. Potres će mu dati prednost nad Otrovnim i Vatrenim Pokémonima na koje je Tropius pogotovo slab, a Zračni as je tu samo kako bi mogao uzvratiti Letećim Pokémonima, koji Tropiusu mogu zadati poveću štetu. 

## U animiranoj seriji
Tropius se u Pokémon animiranoj seriji pojavio u Hoenn ligi pod vodstvom Tomona. Divlji Tropius pojavio se tijekom jedne od Battle Frontier epizoda, gdje ga je na borbu izazvao Ashov tvrdoglavi Grovyle. Tijekom te epizode, Ashov se Grovyle razvio u Sceptila.